# تيم ويلوبي
تيم ويلوبي (بالإنجليزية: Timothy John Willoughby)‏ هو مصرفي الاستثمار ‏ وبحار أسترالي، ولد في 24 يونيو 1954 في أديلايد في أستراليا، وتوفي في 9 يناير 2008 في المحيط الهادئ بسبب نوبة قلبية.

## وصلات خارجية
- تيم ويلوبي على موقع الاتحاد الدولي للتجديف (الإنجليزية)
- تيم ويلوبي على موقع أوليمبيديا (الإنجليزية)
- تيم ويلوبي على موقع اللجنة الأولمبية الأسترالية (الإنجليزية)